# Aeroportul Ismail
Aeroportul Ismail (IATA: IZL, ICAO: UKOI) este un aeroport din Ismail, Izmail Urban Hromada⁠(d), Raionul Ismail, Odesa, Ucraina ce deservește zona Ismail. A fost deschis în 1944 și numit după zona deservită.
Situat la o altitudine de 38 m, aeroportul dispune de o singură pistă.